# Provinz Condorcanqui
Die Provinz Condorcanqui ist eine von sieben Provinzen der Region Amazonas im Norden Perus. Sie hat eine Fläche von 17.865,4 km². Beim Zensus 2017 lag die Einwohnerzahl bei 42.470. Im Jahr 1993 lag diese bei 30.520, im Jahr 2007 bei 43.311. Die Provinzhauptstadt ist Santa María de Nieva.
Die Provinz Condorcanqui ist die flächenmäßig größte Provinz der Region Amazonas. Sie wurde nach José Gabriel Condorcanqui (Túpac Amaru II.) benannt, der einen Aufstand gegen die spanische Kolonialherrschaft anführte. Der Streit um den Verlauf der Grenze zu Ecuador führte hier 1995 zum Cenepa-Krieg.

## Geographische Lage
Die Provinz Condorcanqui grenzt im Norden an Ecuador, im Osten an die Region Loreto, im Süden an die Provinz Bongará und die Provinz Utcubamba sowie im Westen an die Provinz Bagua. Im Westen befindet sich das Schutzgebiet Reserva Comunal Tuntanaín.

## Verwaltungsgliederung
Die Provinz Condorcanqui besteht aus drei Distrikten. Der Distrikt Nieva ist Sitz der Provinzverwaltung.
| Distrikt     | Verwaltungssitz      |
| ------------ | -------------------- |
| El Cenepa    | Huampami             |
| Nieva        | Santa María de Nieva |
| Río Santiago | Puerto Galilea       |

## Volksgruppen
Der größte Teil der Provinz Condorcanqui besteht aus Urwald und wird hauptsächlich von den Aguaruna und Huambisa besiedelt.